# 岩寺真志
岩寺 真志（いわでら まさし、1969年8月13日 - ）は日本の男性俳優。埼玉県出身。

## 来歴
舞台芸術学院・円演劇研究所卒業。2002年にNINAGAWA STUDIO加入。

## 出演作品

### テレビドラマ
- 重版出来!（凸版印刷の職員）
- ウロボロス〜この愛こそ、正義。（ホームレス）
- ごめんね青春!（松下刑事）
- ストロベリーナイト（片桐直哉）
- 全開ガール（弁護士）
- 空飛ぶ広報室（小暮聡）
- 大河ドラマ
  - 八重の桜（旗本）
  - 花燃ゆ（壬生基修）
- TOKYOエアポート〜東京空港管制保安部〜（池田）
- ドクターX〜外科医・大門未知子〜（官僚）
- 眠りの森（刑事）
- 不毛地帯（仁村）
- 名探偵コナン 工藤新一への挑戦状（橋本潔）
- リッチマン、プアウーマン（伊藤正敏）
- ワイルド・ヒーローズ（護衛の男）
- 若者たち（面接官）
- メゾン・ド・ポリス（2019年） ‐ 薗田政二
- 恋はつづくよどこまでも（2020年） ‐ 浅井祐太郎
- ミステリと言う勿れ 第10話 (2022年3月14日、フジテレビ)

### 映画
- アウトレイジ（大友組組員）
- 日本のいちばん長い日（永積寅彦）
- リターン（寺）

### 特撮
- 仮面ライダーシリーズ
  - 仮面ライダーオーズ/OOO（祥子の父）
  - 仮面ライダーフォーゼ（刑事）
- 海賊戦隊ゴーカイジャー（教師）